# Cueva del Puerto
La Cueva del Puerto es una cavidad natural en la roca en el paraje situado en la Sierra del Puerto-Cabeza del Asno en Calasparra en la Región de Murcia. 

## Descripción
La Cueva del Puerto se encuentra situada en el noroeste de la Región de Murcia, en la ladera del Monte de Chatres, que forma parte de la alineación montañosa de la sierra del Puerto-Cabeza del Asno.
No ha sido posible datar el descubrimiento de la cueva, ya que parece ser conocida desde al menos cinco generaciones de habitantes del valle que tradicionalmente intuían la relación, después comprobada, de la cueva con el acuífero y concretamente con el afloramiento de agua del Borbotón. Tampoco han sido hallados restos que demuestren que fue habitada en tiempos prehistóricos, al contrario que otras pequeñas cuevas situadas en la falda de esta misma sierra, como las cuevas del mármol y del Pito en la cercana Sierra del Molino.
La extensión total de las galerías topografiadas es de 4.386 metros, con un desnivel de 114 metros de profundidad, aunque se cree que todo lo que es la Sierra del Puerto tiene zonas de cueva aún por descubrir. La zona que está habilitada al turismo tiene una longitud de más de 700 metros con un desnivel de 50 metros de profundidad aproximadamente.
Con respecto a la temperatura de la cueva, se tiene una amplitud térmica de las distintas zonas de 0.8 °C, siendo la temperatura media de la cueva algo superior a los 18 °C. Los valores de humedad relativa son muy cercanos al nivel de saturación, observándose como en el caso de la temperatura se tiene un aumento de esta según aumenta la profundidad.
A lo largo de toda la cueva, se pueden observar distintos espeleotemas, como pueden ser: estalactitas, estalagmitas, columnas, tubiformes, excéntricas, medusas, órganos, cortina, garbanzos, falsos suelos,..
La visita turística tiene un recorrido de 300 m iluminados y ambientados acústicamente con un desnivel de 25-30 metros de profundidad, en los que se pueden observar diferentes salas y galerías, formadas por distintos espeleotemas, formaciones espectaculares de estalactitas y estalagmitas con gran diversidad de colores,  tubiformes a lo largo de toda la cueva al igual que grandes salas de formaciones kársticas (Sala Gaudí una de las salas más ejemplares que recrea a modo natural la arquitectura de Gaudí y en el sótano de esa misma sala podemos observar excéntricas de inigualable belleza, Sala de la Medusa ( de gran tamaño que se originó a continuación de una grieta en la pared por donde fluyó el agua que dio lugar a la formación del disco que a su vez tiene estalactitas bajo él), En la Sala de La Gran Cortina , la Sala del Órgano, y el Pozo de los deseos observamos grandes columnas así como formaciones parietales debido al goteo y chorreo del agua por las paredes, la Sala de los Garbanzos, etc ). 
La cavidad alcanza su máxima profundidad en la Gran Diaclasa, a – 114 metros( se puede ver en el recorrido deportivo)
La visita Deportiva o espeleoturismo es para los amantes de las fuertes emociones el estado puro, una maravilla natural totalmente desconocida y que se realiza con grupos reducidos.

## Entorno
Se encuentra situada al Noroeste de la Región de Murcia, en la ladera S-SW del Monte Chatres que forma parte de la alineación montañosa de la Sierra del Puerto , a 9 km de Calasparra región montañosa que cuenta con bellos parajes a su alrededor, como la Sierra San Miguel, el Bosque de Ribera de Cañaverosa, el Embalse del Quípar y el Cañón de Almadenes, declarado Espacio Natural Protegido. La zona está regada por importantes ríos (Segura, Argos, Quípar y Benamor) donde practicar piragüismo y otras modalidades de turismo activo.

## Geología
La Sierra del Puerto, está localizada en la unidad del Prebético Externo de la Cordillera Bética. Está constituida por materiales del Cretácico Superior (Cenomaniense-Maastrichtiense), en los cuales se distinguen un complejo dolomítico basal y una formación caliza superior propia de un ambiente marino. En el periodo Terciario o Cenozoico se produjeron los plegamientos alpinos, que dieron lugar a las principales cadenas montañosas del planeta y que produjeron las cordilleras béticas y con ellas la Sierra del Puerto.

## Climatología
Con respecto a la temperatura de la cueva, se tiene una amplitud térmica de las distintas zonas de 0.8 º, siendo la temperatura media de la cueva algo superior a los 18 °C, Los valores de humedad relativa son muy cercanos al nivel de saturación.

## Biología
Parece ser que los únicos habitantes de la cueva, adaptados al medio cavernícola, son algunos colémbolos, insectos primitivos carentes de alas con un tamaño menor a 5 mm, sin ojos y con un aparato saltador bajo el abdomen. Se destaca la gran colonia de opiliones y culebras bastardas.

## Acceso
En la carretera RM 714, coger el desvío que hay en el km 36 y que se dirige hacia la Sierra del Puerto. El desvío lleva directamente a la cueva.

## Coordenadas
- Entrada superior:   Coordenadas UTM.  30S619185 4239399.  DATUM ETRS89.  Z519
- Entrada inferior:   Coordenadas UTM.  30S619426 4239372. DATUM ETRS89. Z482